# Šerif

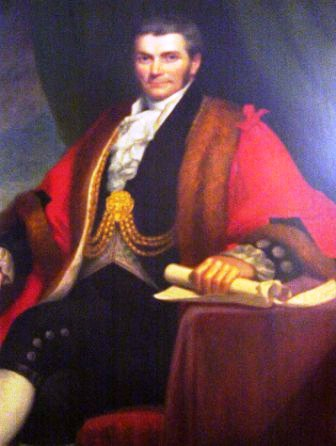
Šerif Londýna, Anglie, 1833

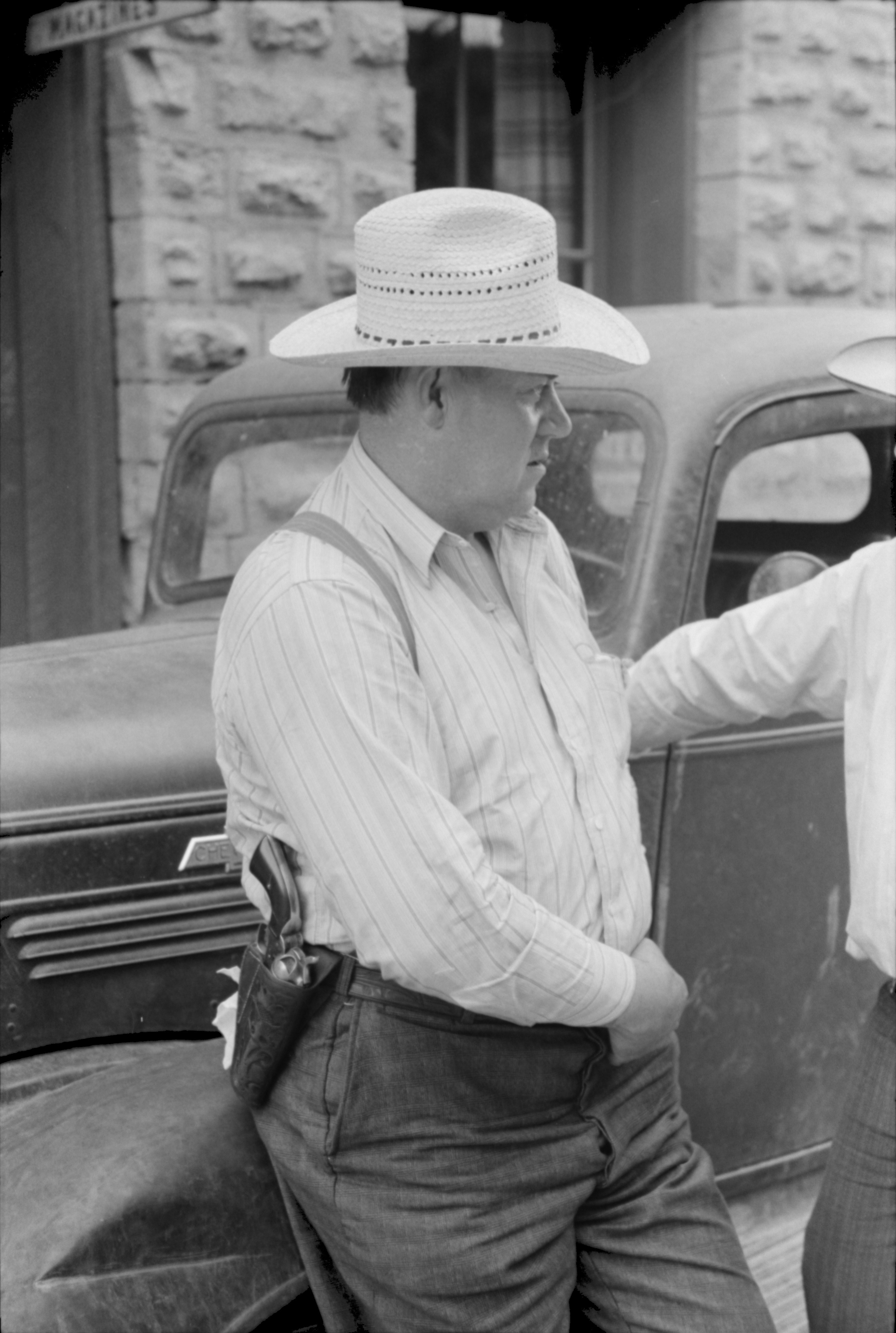
Zástupce šerifa Mogollonu, Nové Mexiko, 1940

Šerif (angl. sheriff) je v zemích angloamerického práva název pro různé vysoké pozice soudní, administrativní a reprezentativní.
Slovo vzniklo spojením staroanglických slov scír (hrabství, angl. shire, územní jednotka před zavedení administrativního dělení na counties) a geréfa (angl. reeve, vyšší královský úředník), doložené je od roku 1034.
Historicky byl anglický šerif ve svém hrabství zástupcem panovníka, nejvyšším úředníkem, a titul i funkce zůstala zachována i po normanské invazi. Postupem času však funkce ztratila na vážnosti.
V současnosti se slovo používá tam, kam jej anglická expanze roznesla, ovšem s různým významem v jednotlivých státech, zemích a městech. Například:
- V anglické justici je šerif vykonavatelem rozhodnutí soudu hrabství nebo Vrchního soudu, např. provádí exekuce.[2]
- Ve skotské justici je šerif soudcem šerifského soudu, který je soudem první instance pro většinu civilních i trestních případu.[3]
- V Londýnské korporaci (angl. City of London Corporation), „vládě“ Londýnské City jsou dva šerifové zástupci starosty.
- Často čistě ceremoniální funkce (např. Šerif Oxfordu).
- Pozice šerifa v USA se liší podle státu. Vždycky je představitelem okresu (angl. county) a zajišťuje provoz okresního soudu – má na starosti vazební věznici (angl. jail), bezpečnost v budově soudu, převoz vězňů a doručování obsílek. Zatímco ve větších městech tím jeho povinnosti a pravomoci končí, ve venkovských oblastech může být zároveň nejvyšším šéfem policejních orgánů – jako takový je také obvykle přímo volený občany.